# 红粉苔酸
红粉苔酸是一种有机化合物，分子式C16H14O7，属于一种多酚和二缩酚酸，存在于许多地衣中，能作为抗氧化剂。红粉苔酸在地衣中由苔色酸合成，能再转化为三苔色酸。